# Juanjo Garra
Juan José Garra Lorenzo (Lérida, 29 de noviembre de 1963 - Dhaulagiri, 27 de mayo de 2013) fue un alpinista español. Falleció cerca de la cima de la séptima cumbre más alta del mundo, el Dhaulagiri.
Desde 1989 participó en 23 expediciones (la mayoría en el Himalaya y los Andes), coronando nueve montañas de más de ocho mil metros: Cho Oyu (1994), Everest (2000), Gasherbrum II (2006), Broad Peak (2007), Manaslu (2008), Kangchenjunga (2009), Lhotse (2011), Shisha Pangma (2012) y Dhaulagiri (2013).
Fue un activo miembro del equipo del proyecto Al filo de lo imposible de Televisión Española, donde también fue cámara de altura, y de Desafío Extremo. Falleció después de coronar la cumbre del Dhaulagiri, donde la caída de uno de los miembros de la expedición provocó que se rompiera un tobillo y le fuera imposible el descenso. El rescate organizado, en el que tres 'sherpas' llegaron hasta él, resultó infructuoso, quedando el cuerpo en la montaña.